# Otto Schmidt (Jockey)
Otto Schmidt (* 6. Februar 1896 in Gehren; † 12. April 1964 in Dortmund) war ein deutscher Jockey im Galopprennsport.
Otto Schmidt wurde als jüngstes von vier Kindern am 6. Februar 1896 in Gehren bei Luckau geboren. Seine Lehre absolvierte er von 1912 bis 1917 unter Fred Taral am Rennstall der Brüder Arthur und Carl von Weinberg, den Besitzern des bei Frankfurt am Main gelegenen Gestüts Waldfried. In seiner aktiven Zeit als Jockey, in der er größtenteils für die Gestüte Waldfried, Ebbesloh und Erlenhof tätig war, gewann er siebenmal das Deutsche Derby und errang insgesamt 2218 Siege. Otto Schmidt wurde vierzehnmal Champion der Jockeys. 1952 beendete er seine Laufbahn als Jockey und war als Trainer für das Gestüt Mydlinghoven und das Gestüt Ebbesloh tätig. Er verstarb am 12. April 1964 in Dortmund und wurde auf dem Hauptfriedhof Dortmund beigesetzt. Bis heute gilt er als einer der erfolgreichsten deutschen Jockeys.
Wie populär Otto Schmidt damals war, sieht man u. a. daran, dass berühmte Komiker ihn in ihrem Sketch Auf der Rennbahn verewigt haben. In der Urfassung von 1926 mit Wilhelm Bendow und Paul Morgan heißt es: 

„Morgan: Nr. 4 O. Schmidt auf Parlophon
Bendow: Ach, der singt?
In der neuen Fassung von 1946 mit Wilhelm Bendow und Franz-Otto Krüger heißt es:
Krüger: Nr. 4 Otto Schmidt auf Electrola
Bendow: Ach, der singt dann.“

Diese Fassung von 1946 hat auch Loriot für den gleichnamigen Zeichentrickfilm (Erstausstrahlung 1972) verwendet.